# Артур, Майкл
Майкл Энтони Артур (англ. Michael Anthony Arthur; род. 28.08.1950) — британский дипломат.
На дипломатической службе с 1972 года по октябрь 2010 года.
В 1993—1997 годах политический советник посольства Великобритании в Париже.
В 1999—2001 года заместитель главы миссии в Вашингтоне.
В 2003—2007 годах верховный комиссар Великобритании в Индии.
В 2007—2010 годах посол Великобритании в Германии.
Рыцарь-командор ордена Святого Михаила и Святого Георгия.